# Вільям Росс (веслувальник)
Вільям Росс (англ. William Ross, 29 липня 1900 — 14 червня 1992) — канадський академічний веслувальник.
Бронзовий призер Олімпійських Ігор 1928 року в складі вісімки.